# Imerio Testori
Imerio Testori (* 19. Dezember 1950 in San Giovanni Bianco; † 22. Mai 1976 ebenda) war ein italienischer Endurosportler und Europameister.

## Karriere
Der Sohn eines Forellenzüchters begeisterte sich anfangs für den Radrennsport. Mitte der 1960er Jahre entstand sein Interesse für den Motorradsport. Imerio Testori begann 1969 aktiv Endurosport zu betreiben. Sein erstes Motorrad war eine 175-cm³-Gilera. Nach seinem Militärdienst setzte er 1971 seine Karriere unverändert mit einer Bultaco 360 fort. Durch Siege bei regionalen Endurowettkämpfen wurde Arnaldo Farioli auf ihm aufmerksam und holte ihn in sein italienisches KTM-Team. 1972 wurde er bei der italienischen Geländefahrt Valli Bergamasche Dritter und gewann bei der Internationalen Sechstagefahrt in der Tschechoslowakei eine Goldmedaille. In der italienischen Meisterschaft wurde er Siebenter.
1973 wurde er Zweiter in der Enduro-Europameisterschaft. Außerdem gewann er das 12-Stunden-Rennen von Franciacorta und das 24-h-Rennen von Montecampione.
1974 gewann er als erster Italiener die Enduro-Europameisterschaft in der Klasse über 350 cm³ vor dem zweimaligen Meister und Vorjahressieger Zdeněk Češpiva. Bei der Valli Bergamasche gewann er die Klassenwertung. In der italienischen Meisterschaft wurde er wegen technischer Probleme Zweiter.
Im Jahr 1975 wurde Testori mit der neuen noch nicht ausgereiften KTM 420 in der Europameisterschaft Fünfter. In der italienischen Meisterschaft wurde er Vize-Meister. Bei der 50. Internationalen Sechstagefahrt auf der Isle of Man war er Mitglied der italienischen Trophy-Nationalmannschaft, die am Ende knapp Zweiter wurde. Außerdem gewann er erneut das 12-Stunden-Rennen von Franciacorta. Diesen Erfolg konnte er im folgenden Jahr wiederholen.
1976 dominierte er die ersten Läufe der Enduro-Europameisterschaft. Imerio Testori starb am 22. Mai 1976 nach einem Unfall während einer Trainingsfahrt in der Umgebung seines Heimatortes.

## Wichtigste Erfolge
Enduro-Europameisterschaft1974